# Ernst Stahl (Botaniker)

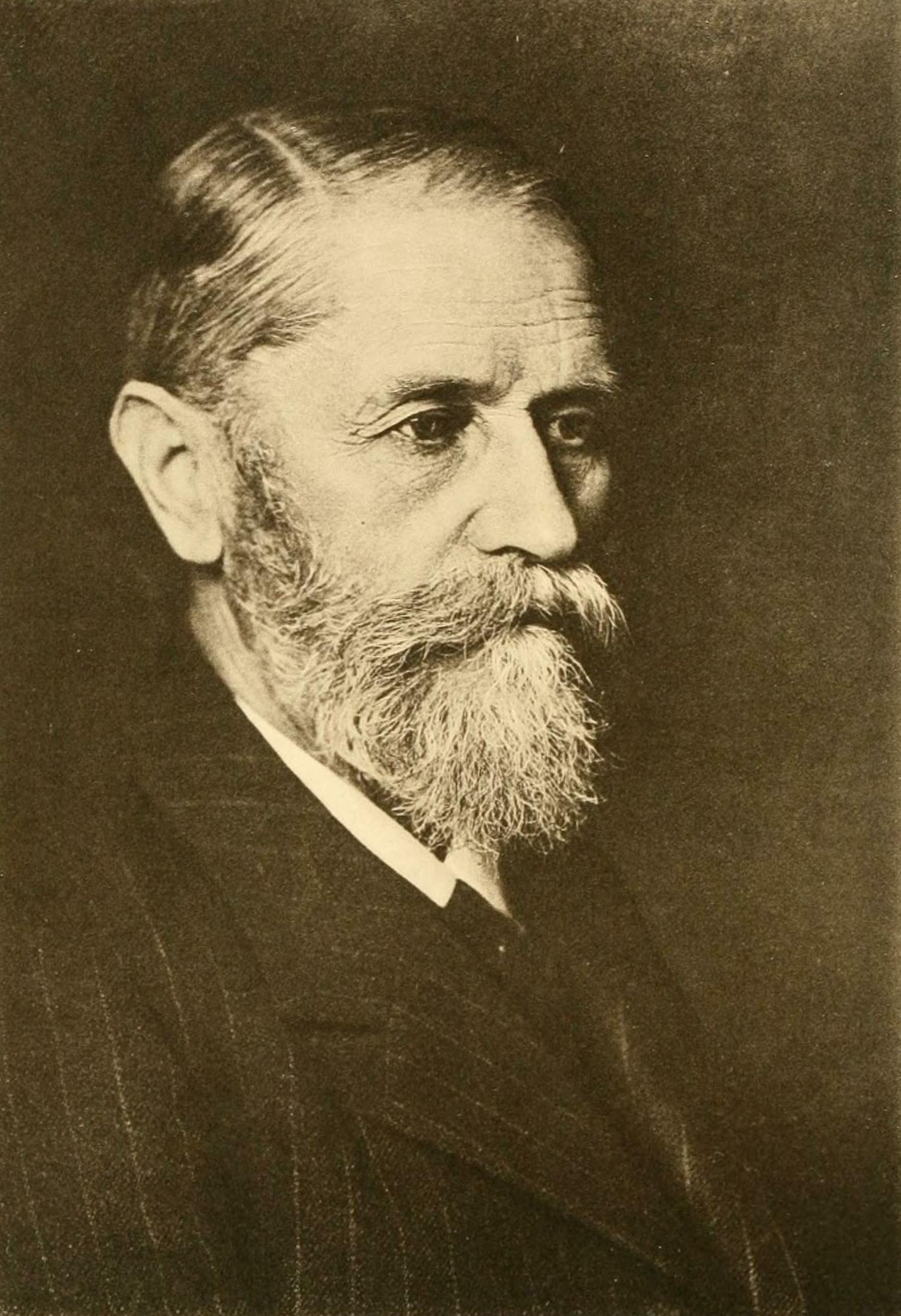
Porträt von Ernst Stahl

Christian Ernst Stahl (* 21. Juni 1848 in Schiltigheim im Elsass; † 3. Dezember 1919 in Jena) war ein französisch-deutscher Botaniker. Sein offizielles botanisches Autorenkürzel lautet „Stahl“.

## Leben und Wirken

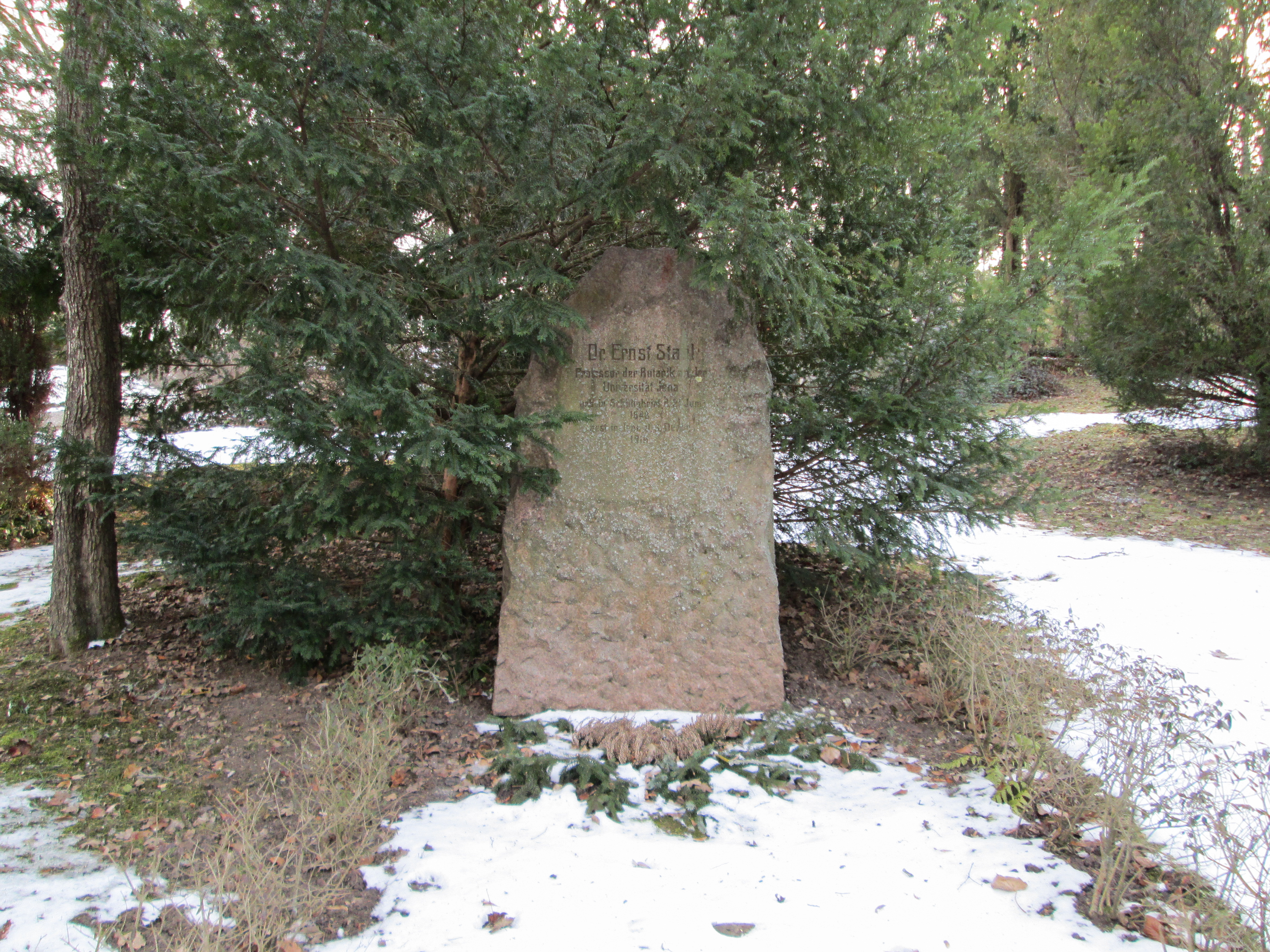
Grabstein auf dem Nordfriedhof in Jena

Stahl studierte zunächst Botanik an der Universität Straßburg unter anderem bei Pierre-Marie Alexis Millardet, an der Universität Halle (bei Anton de Bary), ab 1872 wieder in Straßburg, wohin er de Bary gefolgt war. Dort wurde er 1874 zum Dr. phil. promoviert.
Danach war er wissenschaftlicher Assistent bei Julius Sachs an der Universität Würzburg, wo er sich 1877 für Botanik habilitierte. In Würzburg entstanden seine Arbeiten über die Flechtenbildung. 1877 wurde er Privatdozent und 1880 außerordentlicher Professor in Straßburg. 1881 erhielt Stahl einen Ruf auf den Lehrstuhl für Botanik an der Universität Jena, wo er auch Direktor des Botanischen Gartens wurde. Im Jahr 1882 wurde er zum Mitglied der Leopoldina gewählt.
Im Winter 1889/1890 machte er eine Reise nach Ceylon und Java. Zudem unternahm er eine Forschungsreise nach Mexiko. 1898 wurde er als ordentliches Mitglied in die Königlich Sächsische Gesellschaft der Wissenschaften aufgenommen. Seit 1906 war er korrespondierendes Mitglied der Bayerischen Akademie der Wissenschaften.
Stahl widmete sich neben Fragen zur Entwicklung der Pilze und Flechten. Durch die Einführung experimenteller Methoden in die Ökologie gilt Stahl als Begründer der Ökophysiologie. Auf diesem Gebiet untersuchte er zunächst den Einfluss des Lichtes auf die Pflanzen, dann das Problem der Schutzmittel von Pflanzen gegen Tierfraß. Er erforschte auch den unterschiedlichen Einfluss trockener und feuchter Standorte auf die Bildung der Blätter. Zu seinen bedeutendsten Forschungsergebnissen gehört die Aufklärung der Mykorrhiza der Waldbäume als einer Symbiose zwischen Pilzen und Pflanzenwurzeln. Weiter erforschte Stahl die Bedeutung der Stomata. Im Übrigen war Stahl einer der Pioniere bei der Erforschung Sekundärer Pflanzenstoffe.
Bei Stahl haben mehrere später bedeutende Biologen und Botaniker studiert, so unter anderem Emmy Stein, Hans Driesch, Julius Schaxel, Johannes Gottfried Hallier, Hans Kniep, Otto Stocker, Heinrich Walter, Rudolf Aderhold und Max Wolff.
Nach seinem Tod wurde er auf dem Jenaer Nordfriedhof beigesetzt.

## Schriften
- Entwickelung und Anatomie der Lenticellen. Leipzig 1873.
- Beiträge zur Entwickelungsgeschichte der Flechten. Leipzig 1877.
- Über den Einfluß von Richtung und Stärke der Beleuchtung auf einige Bewegungserscheinungen im Pflanzenreich. Leipzig 1880.
- Über sogenannte Kompaßpflanzen. Jena 1883.
- Über den Einfluß des sonnigen oder schattigen Standortes auf die Ausbildung der Laubblätter. Jena 1883.
- Einfluß des Lichtes auf den Geotropismus einiger Pflanzenorgane. Berlin 1884.
- Zur Biologie der Myxomyceten. Leipzig 1884.
- Pflanzen und Schnecken. Eine biologische Studie über die Schutzmittel der Pflanzen gegen Schneckenfraß. Jena 1888.
- Die Schutzmittel der Flechten gegen Tierfrass. In: Denkschriften der Medizinisch-Naturwissenschaftlichen Gesellschaft zu Jena, 11, (= Festschrift zum siebzigsten Geburtstage von Ernst Haeckel, Herausgegeben von seinen Schülern und Freunden), Fischer, Jena 1904, S. 355–377 (Digitalisat)